# Tilted Mill Entertainment
Tilted Mill Entertainment est un studio américain de développement de jeux vidéo fondé en 2002

## Liste des jeux développés[2]
- Immortal Cities: Nile Online
- Immortal Cities : les Enfants du Nil
- Caesar IV
- Sim City Societies
- Hinterland
- Mosby's Confederacy